# Lia Quartapelle
Lia Quartapelle, née le 15 août 1982 à Varèse, est une femme politique italienne, membre du Parti démocrate.
Élue députée en 2013, elle est pressentie pour remplacer Federica Mogherini en tant que ministre des Affaires étrangères, mais le choix s'est finalement porté sur Paolo Gentiloni.
Elle est réélue députée en 2018 et 2022.